# 辉凤头鹦鹉属
辉凤头鹦鹉属，是鸚形目凤头鹦鹉科下的一个属。

## 分類命名與歷史
本屬最早在可在追溯至1825年愛爾蘭動物學家尼古拉斯·艾爾沃德·維格於倫敦林奈學會上以他與托马斯·霍斯菲尔德一同合著的《Catalogue of the New Holland Birds in the Collection of the Linnean Society》口頭在一次會議上發表了該名稱，但因為記錄內並沒有附帶相關的描述，因此成為了裸名。
1826年，法國動物學家安塞尔姆·加埃唐·德马雷於F·G·列夫羅（F. G. Levrault）所編之第39冊《Dictionnaire des sciences naturelles》中留下了紀錄，成為了該屬的作者。該屬名在歷史中曾經被錯拼成多種形式，產生了包含、等在內的異名。
其屬名來自希臘語，其kaluptos意指「被覆蓋的」；rhunkhos則指「鳥喙」。

## 分類學
| 輝鳳頭鸚鵡屬    | \| \| 紅尾黑鳳頭鸚鵡 \| \| \| \| \| \| 辉凤头鹦鹉 \| \| \| \| |
| Calyptorhynchus | \| \| 紅尾黑鳳頭鸚鵡 \| \| \| \| \| \| 辉凤头鹦鹉 \| \| \| \| |
|                 | 黑鳳頭鸚鵡屬                                                  |
|                 |                                                               |
|                 | 紅尾黑鳳頭鸚鵡                                                |
|                 |                                                               |
|                 | 辉凤头鹦鹉                                                    |
|                 |                                                               |

|  | 紅尾黑鳳頭鸚鵡 |
|  |                |
|  | 辉凤头鹦鹉     |
|  |                |

| 輝鳳頭鸚鵡屬    | \| \| 紅尾黑鳳頭鸚鵡 \| \| \| \| \| \| 辉凤头鹦鹉 \| \| \| \| |
| Calyptorhynchus | \| \| 紅尾黑鳳頭鸚鵡 \| \| \| \| \| \| 辉凤头鹦鹉 \| \| \| \| |
|                 | 黑鳳頭鸚鵡屬                                                  |
|                 |                                                               |
|                 | 紅尾黑鳳頭鸚鵡                                                |
|                 |                                                               |
|                 | 辉凤头鹦鹉                                                    |
|                 |                                                               |

|  | 紅尾黑鳳頭鸚鵡 |
|  |                |
|  | 辉凤头鹦鹉     |
|  |                |

在生物分類學中，本屬劃於鳳頭鸚鵡科黑鳳頭鸚鵡亞科下，原是該亞科下唯一一個屬。但在一份2011年的研究中顯示這屬原本的五個成員內約在中期至晚中新世時就已經形成兩個分支並各自演化，因此被建議組成兩個亞屬。而這兩個亞屬最早在《Howard and Moore Complete Checklist of the Birds of the World》中被進一步拆分為兩個獨立的屬——即本屬及黑鳳頭鸚鵡屬。
現在本屬下的兩個物種則是在約中新世晚期至上新世早期分離的。

## 形態特徵
本屬鳥類，通體偏黑，鳥喙短而粗壯，頭頂有短而圓的羽冠，翅膀、尾巴較長；但腿腳相對非常短。相對於現被獨立成屬的黑鳳頭鸚鵡屬物種而言，前者的鳥喙形狀較為寬胖，後者則明顯狹長。

## 保護情況
該屬鸚鵡均受《瀕危野生動植物種國際貿易公約》所保護，列於附錄二內。

## 下屬分類
本属包括以下物种：
- 紅尾黑鳳頭鸚鵡 Calyptorhynchus banksii (Latham, 1790)
- 辉凤头鹦鹉 Calyptorhynchus lathami (Temminck, 1807)

## 外部連結
- 维基共享资源上的相關多媒體資源：辉凤头鹦鹉属
- 維基物種上的相關：辉凤头鹦鹉属